# Раджшахі (регіон)
Регіон Раджшахі (бенг. রাজশাহী বিভাগ, Rājśāhī bibhāg, англ. Rajshahi Division) — один із 6 регіонів (бібхаґ) Бангладеш, розташований на північному заході країни, на північ під Падми, рукаву Гангу, і на захід від Брахмапутри.

## Округи
Столиця регіону — місто Раджшахі. Регіон складається з таких 16 округів:
- Богра
- Джайпурхат
- Наогаон
- Натор
- Навабгандж
- Пабна
- Раджшахі
- Сіраджгандж